# Sem (equip ciclista)
L'equip Sem va ser un equip ciclista francès que competí professionalment entre el 1981 i 1985. Va néixer com a hereu de l'antic Puch-Campagnolo-Sem amb Jean de Gribaldy continuant la direcció esportiva. Després de la temporada de 1985 l'estructura va passar a ser definitivament Kas.

## Principals resultats
- París-Niça: Seán Kelly (1982, 1983, 1984, 1985)
- Volta a Suïssa: Seán Kelly (1983)
- Lieja-Bastogne-Lieja: Steven Rooks (1983), Seán Kelly (1984)
- Volta a Llombardia: Seán Kelly (1983, 1985)
- París-Roubaix: Seán Kelly (1984)
- Volta a Catalunya: Seán Kelly (1984)
- Amstel Gold Race: Gerrie Knetemann (1985)

### A les grans voltes
- Volta a Espanya
  - 2 participacions (1984, 1985)
  - 4 victòries d'etapa:
    - 1 a la 1978: Éric Caritoux
    - 3 a la 1985: Seán Kelly (3)

  - 1 victòria final: Éric Caritoux (1984)
  - 1 classificacions secundàries:
    - Classificació per punts: Seán Kelly (1985)

- Tour de França
  - 5 participacions (1981, 1982, 1983, 1984, 1985)
  - 3 victòries d'etapa:
    - 1 el 1982: Seán Kelly
    - 1 el 1984: Frédéric Vichot
    - 1 el 1985: Frédéric Vichot

  - 0 victòries final:
  - 5 classificacions secundàries:
    - Classificació per punts: Seán Kelly (1982, 1983, 1985)
    - Classificació dels esprints intermedis: Seán Kelly (1982, 1983)

- Giro d'Itàlia
  - 1 participacions (1985)
  - 0 victòria d'etapa:
  - 0 victòria final:
  - 0 classificacions secundàries: